# Morning Joe
Morning Joe est une émission matinale d'information américaine présentée par les journalistes Joe Scarborough, ancien représentant républicain au Congrès, Mika Brzezinski, fille de Zbigniew Brzeziński l'ancien conseiller de Jimmy Carter,  et Willie Geist et diffusée chaque jour de la semaine sur la chaîne d'information en continu MSNBC. 

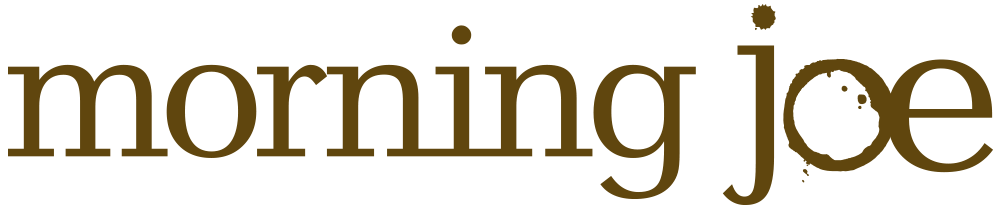
Morning Joe logo

Elle est créée en 2007, en remplacement de l'émission Imus in the Morning dont elle reprend le créneau horaire, elle est diffusée en direct de 6 h à 9 h, heure de l'Est.